# Northborough (Cambridgeshire)
Northborough è un villaggio e parrocchia civile dell'Inghilterra, appartenente alla contea del Cambridgeshire.